# 코쿰스 크레인

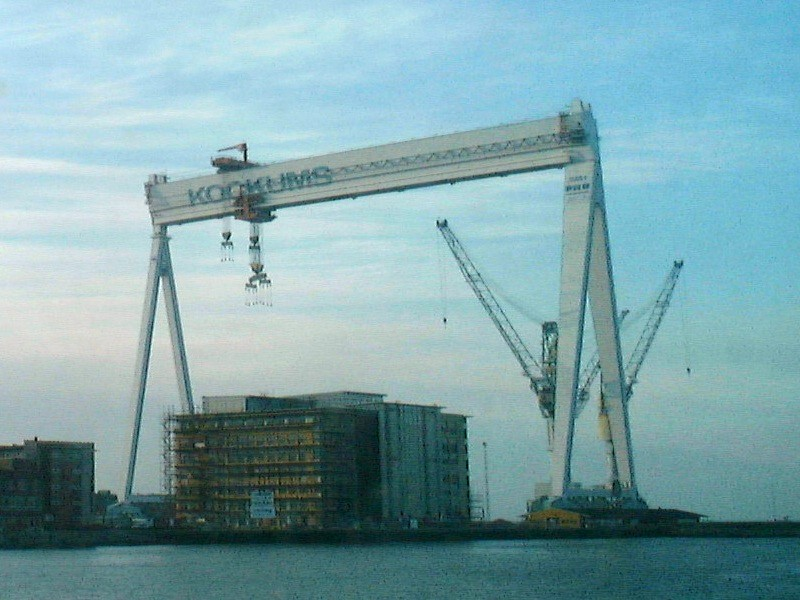
2000년 2월 당시 코쿰스 크레인

코쿰스 크레인(스웨덴어: Kockumskranen)은 스웨덴 말뫼의 코쿰스 조선소에 있었던 높이 138m 갠트리 크레인이었으며, 2002년 여름에 해체되어 대한민국 울산에 있는 당시 현대중공업 해양사업본부 도크로 이전하였다. 1973-74년에 건조되었으며, 원래 규모는 1500t급이었으나 개조 공사를 거쳐 1600t급으로 능력이 향상되었다. 레일 폭은 175m, 말뫼에서 사용 당시 레일 길이는 710m이다.
말뫼에 있었을 때에는 약 75척의 선박을 건조하는 데 사용되었다. 건설 당시부터 1985년 코쿰스 조선소 폐업 이전까지는 거의 매일 가동되었다. 75척 중 40척은 유조선, 나머지는 대부분 특수 목적 선박이며 마지막으로 건조된 2척은 크루즈 선박이었다. 1997년 외레순 대교의 교각을 들어올렸을 때 말뫼에서 마지막으로 사용되었다.
1990년대 초반 덴마크의 Burmeister & Wain 사에 매각되었으나 크레인 매각 이전에 회사가 파산하였다. 이후 2002년 여름에 현대중공업에서 해체 및 이전 비용을 부담하는 조건으로 1달러에 인수하여, 해체 이후 울산으로 이동하였다. 실제로 부담한 비용은 약 220억원이다. 말뫼에서 크레인이 선적될 때 시민들의 반응 때문에 대한민국에서는 말뫼의 눈물로 불리기도 하였다. 스웨덴에서 사용하였던 흰색 도색 대신 빨간색으로 재도색되었고, HYUNDAI라는 글자가 새로 도색되었다. 코쿰스 크레인이 있었던 곳은 관광지로 재개발되었다.